# Sedella
Sedella là một đô thị trong tỉnh Málaga, cộng đồng tự trị Andalusia Tây Ban Nha. Đô thị này có diện tích là 32 ki-lô-mét vuông, dân số năm 2009 là 699 người với mật độ 21,85 người/km². Đô thị này có cự ly 61 km so với tỉnh lỵ Málaga.